# Acres (Etòlia)
Acres (en llatí Acrae, en grec antic Ἄκραι) era una ciutat d'Etòlia situada en un lloc indeterminat a la via que anava de Mètapa a Conope, diu Polibi. Esteve de Bizanci diu erròniament que era una ciutat d'Acarnània.